# Hadena dignensis
Hadena dignensis är en fjärilsart som beskrevs av Turner 1933. Hadena dignensis ingår i släktet Hadena och familjen nattflyn. Inga underarter finns listade i Catalogue of Life.